# Свадьбы пана Вока
«Свадьбы пана Вока» (чеш. Svatby pana Voka) — чехословацкий художественный фильм 1971 года, снятый чешским режиссёром Карелом Стеклы.
Премьера фильма состоялась 26 марта 1971 года.

## Сюжет
Действие фильма о любовных приключениях главного героя разворачивается в 1580 году. Героем костюмированной комедии стал Пётр Вок из Рожмберка (1539–1611). Важный политик эпохи Возрождения королевства Богемия, последний глава рода Рожмберков, лидер некатолических сословий.
Пётр Вок провёл свою молодость в бесконечных кутежах и увлечениях дамами и девицами. Живя в своем замке в окружении двенадцати красавиц, он постоянно находится в состоянии озабоченности двумя проблемами: необходимостью равномерно распределять свою «благодарность» и стремлением выпутаться из хронического безденежья. С этой целью он начинает ухаживать за молодой Катержиной из Луданиц. Пётр собирается жениться из-за богатого приданого девушки, которое помогло бы ему в решении финансовых проблем. Император Рудольф II также принимает участие в подготовке к свадьбе . Однако Петр понятия не имеет, что Катержина разорена родственниками и что его мужское господство закончилось: он должен выдать замуж своих двенадцать красавиц.  Сама Катержина неожиданно обнаруживает черты характера, родственные натуре своего беспутного мужа...

## В ролях
- Милош Копецкий — Пётр Вок из Рожмберка
- Павел Ландовский — император Рудольф II
- Владимир Брабец — канцлер императора Славаты
- Станислава Бартошова — Мадленка
- Отакар Брусек — Вилем Розенберг
- Яна Биттлова — трактирщица
- Йозеф Глиномаз
- Мария Драгокупилова — Анна-Мария
- Карел Аугуста — Прокоп
- Карел Белоградский — дворянин на коне
- Вацлав Брихнач — слуга
- Ива Янзурова — графиня де Монфор
- Иржи Бицек
- Мирослав Гомола
- Юлия Еншикова — Зузанка
- Илона Жироткова
- Иржи Крампол
- Вальдемар Матушка
- Ярослав Моучка — Смрк, гетман
- Мила Мысликова